# تيرانس جون كوكس
تيرانس جون كوكس (بالإنجليزية: Terrance John Cox)‏ هو سياسي ورجل أعمال ومهندس أمريكي من الحزب الديمقراطي ولد في يوم 18 يوليو 1963 في والنوت كريك في كاليفورنيا لأب صيني الأصل وأم فلبينية الأصل. شغل منصب عضو مجلس النواب الأمريكي من سنة 2019 وحتى سنة 2021.